# Episodi di Dr. Sommerfeld - Neues vom Bülowbogen (settima stagione)
La settima stagione della serie televisiva Dr. Sommerfeld - Neues vom Bülowbogen è stata trasmessa in anteprima in Germania da Das Erste tra il 21 settembre 2004 e il 14 dicembre 2004.
| nº | Titolo originale           | Titolo italiano | Prima TV Germania | Prima TV Italia |
| -- | -------------------------- | --------------- | ----------------- | --------------- |
| 1  | Patient wider Willen       | inedito         | 21 settembre 2004 | inedito         |
| 2  | Lüge aus Angst             | inedito         | 28 settembre 2004 | inedito         |
| 3  | Hexenzauber                | inedito         | 5 ottobre 2004    | inedito         |
| 4  | Die Liebe meines Lebens    | inedito         | 12 ottobre 2004   | inedito         |
| 5  | Bittere Wahrheit           | inedito         | 19 ottobre 2004   | inedito         |
| 6  | Nahkampf                   | inedito         | 26 ottobre 2004   | inedito         |
| 7  | Game over                  | inedito         | 2 novembre 2004   | inedito         |
| 8  | Ausstrahlung und Anziehung | inedito         | 9 novembre 2004   | inedito         |
| 9  | Schwesterherz              | inedito         | 16 novembre 2004  | inedito         |
| 10 | Das steinerne Herz         | inedito         | 23 novembre 2004  | inedito         |
| 11 | Der fremde Freund          | inedito         | 30 novembre 2004  | inedito         |
| 12 | Der Pfennig zum Glück      | inedito         | 7 dicembre 2004   | inedito         |
| 13 | Adieu Berlin!              | inedito         | 14 dicembre 2004  | inedito         |